# Italian Bowl

L'Italian Bowl assegna lo scudetto del football americano in Italia.

L'Italian Bowl, noto in passato come Superbowl italiano o Italian Superbowl, è l'incontro che assegna il titolo di campione del campionato italiano di football americano. Si svolge solitamente tra la fine del mese di giugno e la prima metà del mese di luglio ed è l'evento atteso da tutti gli appassionati di questo sport. A differenza di tutte le altre partite del campionato, l'Italian Bowl si disputa in campo neutro.

## Storia

### Il titolo nazionale 1980
Nel 1980 fu disputato un campionato gestito da Lega Italiana Football. Questo campionato non prevedeva la disputa di una finale e fu vinto dai Lupi Roma. Tuttavia il titolo di primi campioni d'Italia è stato riconosciuto ai Lupi solo nel 2016.

### Il titolo nazionale 2008
Nel 2008 ebbe inizio una scissione federale destinata a protrarsi a lungo. Quell'anno furono disputati due distinti campionati, gestiti da due diverse organizzazioni, che tennero ognuna la propria finale:
- la NFL Italia mantenne la proprietà del nome "Superbowl Italiano"; il suo titolo, successivamente riconosciuto dalla FIF (chiusa nel 2015) e dalla IAAFL, fu vinto dagli Hogs Reggio Emilia, che in virtù di questa vittoria parteciparono alla EFAF Challenge Cup 2009 (vincendola).
- la IFL si affiliò alla FIDAF e chiamò la propria finale "Italian Superbowl" (Italian Bowl dal 2015); il suo titolo, successivamente riconosciuto come titolo nazionale ufficiale in seguito al riconoscimento di FIDAF da parte del CONI, fu vinto dai Lions Bergamo, che in virtù di questa vittoria parteciparono alla European Football League 2009.

## Albo d'oro

### Albo d'oro ufficiale
- 1980: LIF
- 1981-1987: AIFA
- 1988-2002: FIAF
- 2003-2007: NFLI
- 2008-2016: IFL
- dal 2017: FIDAF

| Edizione | Anno | Luogo                          | Incontro                               | Risultato            | MVP                                                  |
| -        | 1980 |                                | Lupi Roma                              | Vincitori del girone |                                                      |
| I        | 1981 | Santa Margherita Ligure        | Rhinos Milano - Frogs Gallarate        | 24-8                 | Antonio Nori, rb Rhinos                              |
| II       | 1982 | Pesaro                         | Rhinos Milano - Frogs Gallarate        | 11-0                 | Cornelius Thomas, lb Rhinos                          |
| III      | 1983 | Genova                         | Rhinos Milano - Warriors Bologna       | 20-14                | Gianluca Gerosa, wr Rhinos                           |
| IV       | 1984 | Rimini                         | Warriors Bologna - Frogs Busto Arsizio | 6-16                 | Pierpaolo Gallivanone, qb Frogs                      |
| V        | 1985 | Padova                         | Doves Bologna - Angels Pesaro          | 27-11                | Gary Pearson, rb Doves                               |
| VI       | 1986 | Bologna                        | Warriors Bologna - Angels Pesaro       | 18-8                 | Wesley Williams, rb Warriors                         |
| VII      | 1987 | Rimini                         | Seamen Milano - Frogs Legnano          | 24-27                | Robert Frasco, qb Frogs                              |
| VIII     | 1988 | Ancona                         | Warriors Bologna - Frogs Legnano       | 0-17                 | Robert Frasco, qb Frogs                              |
| IX       | 1989 | Parma                          | Seamen Milano - Frogs Legnano          | 33-39                | Robert Frasco, qb Frogs                              |
| X        | 1990 | Rimini                         | Rhinos Milano - Frogs Legnano          | 33-6                 | Fine Unga, rb Rhinos                                 |
| XI       | 1991 | Monza                          | Giaguari Torino - Phoenix San Lazzaro  | 38-16                | Mauro Dho, rb Giaguari                               |
| XII      | 1992 | Bolzano                        | Lions Bergamo - Pharaones Milano       | 25-35                | Matt Booher, qb Pharaones                            |
| XIII     | 1993 | Telgate                        | Lions Bergamo - Gladiatori Roma        | 48-39                | Scott Withehouse, rb Lions                           |
| XIV      | 1994 | Legnano                        | Frogs Legnano - Rhinos Milano          | 37-27                | Gianluca Orrigoni, rb Frogs                          |
| XV       | 1995 | Cesenatico                     | Gladiatori Roma - Frogs Legnano        | 26-32                | Paolo Verrini, cb Frogs                              |
| XVI      | 1996 | Ancona                         | Phoenix Bologna - Gladiatori Roma      | 25-20                | Dale Robert Fry, qb Phoenix                          |
| XVII     | 1997 | Monza                          | Frogs Legnano - Phoenix Bologna        | 35-42                | James McDonagh, qb Phoenix                           |
| XVIII    | 1998 | Catania                        | Frogs Legnano - Lions Bergamo          | 28-29                | Daniel Crowley, qb Lions                             |
| XIX      | 1999 | Bolzano                        | Giants Bolzano - Lions Bergamo         | 14-49                | Tyrone Rush, rb Lions                                |
| XX       | 2000 | Milano                         | Giants Bolzano - Lions Bergamo         | 27-49                | Tyrone Rush, rb Lions                                |
| XXI      | 2001 | Bolzano                        | Dolphins Ancona - Lions Bergamo        | 24-30                | Matteo Soresini, wr Lions                            |
| XXII     | 2002 | Bolzano                        | Dolphins Ancona - Lions Bergamo        | 14-21                | Jeffrey Fox, qb, Dolphins                            |
| XXIII    | 2003 | Civitanova Marche              | Dolphins Ancona - Lions Bergamo        | 0-45                 | Peter Sangenette, wr, Lions                          |
| XXIV     | 2004 | Scandiano (RE)                 | Lions Bergamo - Dolphins Ancona        | 14-13                | Keath Bartynski, rb, Lions                           |
| XXV      | 2005 | Scandiano (RE)                 | Lions Bergamo - Warriors Bologna       | 42-14                | Mike Ceroli, rb, Lions                               |
| XXVI     | 2006 | Scandiano (RE)                 | Lions Bergamo - Panthers Parma         | 24-12                | Jabari Johnson, rb, Lions                            |
| XXVII    | 2007 | Scandiano (RE)                 | Lions Bergamo - Panthers Parma         | 55-49 (2 OT)         | Donald Allen Jr., qb, Lions Mike Souza, qb, Panthers |
| ISB I    | 2008 | San Giovanni in Marignano (RN) | Giants Bolzano - Lions Bergamo         | 54-56                | Reggie Greene, rb, Giants                            |
| ISB II   | 2009 | Milano Marittima (RA)          | Giants Bolzano - Marines Lazio         | 35-21                | Reggie Greene, rb, Giants                            |
| ISB III  | 2010 | Sesto San Giovanni (MI)        | Elephants Catania - Panthers Parma     | 26-56                | Greg Hay, lb, Panthers                               |
| ISB IV   | 2011 | Parma                          | Warriors Bologna - Panthers Parma      | 62-76                | Tanyon Bissell, wr, Panthers                         |
| XXXII    | 2012 | Varese                         | Elephants Catania - Panthers Parma     | 43-61                | Kevin Grayson, wr, Panthers                          |
| XXXIII   | 2013 | Ferrara                        | Panthers Parma - Seamen Milano         | 51-28                | Alessandro Malpeli Avalli, RB,Panthers               |
| XXXIV    | 2014 | Ferrara                        | Panthers Parma - Seamen Milano         | 3-33                 | Mattia Binda, RB, Seamen                             |
| XXXV     | 2015 | Milano                         | Panthers Parma - Seamen Milano         | 14 - 24              | Stefano di Tunisi, WR/K, Seamen                      |
| XXXVI    | 2016 | Cesena                         | Rhinos Milano - Giants Bolzano         | 44 - 18              | Nick Ricciardulli, RB, Rhinos                        |
| XXXVII   | 2017 | Vicenza                        | Rhinos Milano - Seamen Milano          | 29 - 37              | Luke Zahradka, QB, Seamen                            |
| XXXVIII  | 2018 | Parma                          | Giants Bolzano - Seamen Milano         | 14 - 28              | Stefano di Tunisi, WR/K, Seamen                      |
| XXXIX    | 2019 | Sesto San Giovanni             | Seamen Milano - Guelfi Firenze         | 62 - 28              | Luke Zahradka, QB, Seamen                            |
| XL       | 2021 | Piacenza                       | Seamen Milano - Panthers Parma         | 34 - 40 (OT)         | Tommaso Finadri, WR, Panthers                        |
| XLI      | 2022 | Bologna                        | Guelfi Firenze - Seamen Milano         | 21 - 17              | Lorenzo Dalle Piagge, DE, Guelfi                     |
| XLII     | 2023 | Toledo (Ohio)                  | Panthers Parma - Guelfi Firenze        | 29 - 13              | Alexis Ramos, LB, Panthers                           |
| XLIII    | 2024 | Ravenna                        | Panthers Parma - Guelfi Firenze        | 38 - 26              | Robbie Patterson IV, QB, Panthers                    |
| XLIV     | 2025 | Toledo (Ohio)                  | Guelfi Firenze - Dolphins Ancona       | 49 - 14              | Andrea Fimiani, QB, Guelfi                           |

### Albo d'Oro Italian Bowl NFLI/FIF
- 2008: NFLI
- 2009-2014: FIF

| Edizione | Anno     | Luogo    | Incontro                              | Risultato | MVP                                    |
| XXVIII   | 2008     | Bologna  | Hogs Reggio Emilia - Warriors Bologna | 28-14     | Fabrizio Vaccari, rb, Hogs             |
| XXIX     | 2009     | Roma     | Bengals Brescia - Red Jackets Sarzana | 28-12     | Ronny Barbolla, rb, Bengals            |
| XXX      | 2010     | L'Aquila | Bengals Brescia - Red Jackets Luni    | 13-18     | Luigi Sangiovanni , rb/lb, Red Jackets |
| XXXI     | 2011     | Torino   | Bengals Brescia - Blacks Torino       | 22-17     | Mario Cristiano, rb, Bengals           |
| XXXII    | 2012     | Bresso   | Bengals Brescia - Rams Milano         | 41-6      | -                                      |
| XXXIII   | 2012 (2) | Bresso   | Rams Milano - Bengals Brescia         | 22-16     | Edoardo Pollastri, wr, Rams            |
| XXXIV    | 2013     | Milano   | Rams Milano - Terminators Brescia     | 20-40     | Nicolò Scaglia, qb, Terminators        |
| XXXV     | 2014     | Milano   | Lancieri Novara - Rams Milano         | 18-34     | -                                      |

### Albo d'Oro Italian Bowl IAAFL
La IAAFL non considera nella numerazione gli Italian Bowl giocati in IFL a partire dal 2009, pertanto il primo Italian Bowl IAAFL è stato il numero 36.
| Edizione | Anno | Luogo                   | Incontro                            | Risultato | MVP |
| XXXVI    | 2015 | Granozzo con Monticello | Lancieri Novara - Rams Milano       | 42-40     |     |
| XXXVII   | 2016 | Granozzo con Monticello | I Guerrieri Aiacciu - Bobcats Parma | 34-28     |     |

## Presenze all'Italian Bowl[4]
- 13 Lions Bergamo (12-1)
- 11 Frogs Legnano - di cui 1 come Frogs Busto Arsizio, 2 come Frogs Gallarate - (6-5)
- 11 Panthers Parma (7-4)
- 10 Seamen Milano (5-5)
- 7 Rhinos Milano (5-2)
- 6 Warriors Bologna (1-5)
- 6 Giants Bolzano (1-5)
- 5 Dolphins Ancona (0-5)
- 4 Guelfi Firenze (2-2)
- 3 Phoenix Bologna - di cui 1 come Phoenix San Lazzaro - (2-1)
- 3 Gladiatori Roma (0-3)
- 2 Angels Pesaro (0-2)
- 2 Elephants Catania (0-2)
- 1 Pharaones Milano (1-0)
- 1 Doves Bologna (1-0)
- 1 Giaguari Torino (1-0)
- 1 Marines Lazio (0-1)